# (21182) Teshiogawa
(21182) Teshiogawa ist ein Asteroid des Hauptgürtels, der am 12. März 1994 von den japanischen Astronomen Kin Endate und Kazurō Watanabe am Kitami-Observatorium (IAU-Code 400) Kitami, Unterpräfektur Okhotsk in Hokkaidō entdeckt wurde.
Der Asteroid wurde am 25. März 2021 nach dem japanischen Fluss Teshio-gawa benannt, dem mit einer Länge von 256 km zweitlängsten Fluss der Insel Hokkaidō, der am gleichnamigen Teshio-dake (天塩岳) im Kitami-Gebirge entspringt und von dort Richtung Nordwesten fließt, bis er bei der Kleinstadt Teshio ins Japanische Meer mündet.
Der Asteroid gehört zur Phocaea-Familie, einer Gruppe von Asteroiden, die nach (25) Phocaea benannt ist. Charakteristisch für diese Gruppe ist unter anderem die 4:1-Bahnresonanz mit dem Planeten Jupiter. Die Sonnenumlaufbahn von (21182) Teshiogawa ist mit mehr als 25° stark gegenüber der Ekliptik des Sonnensystems geneigt, was charakteristisch für Phocaea-Asteroiden ist.